# Vũ khí hóa học trong Chiến tranh thế giới thứ nhất

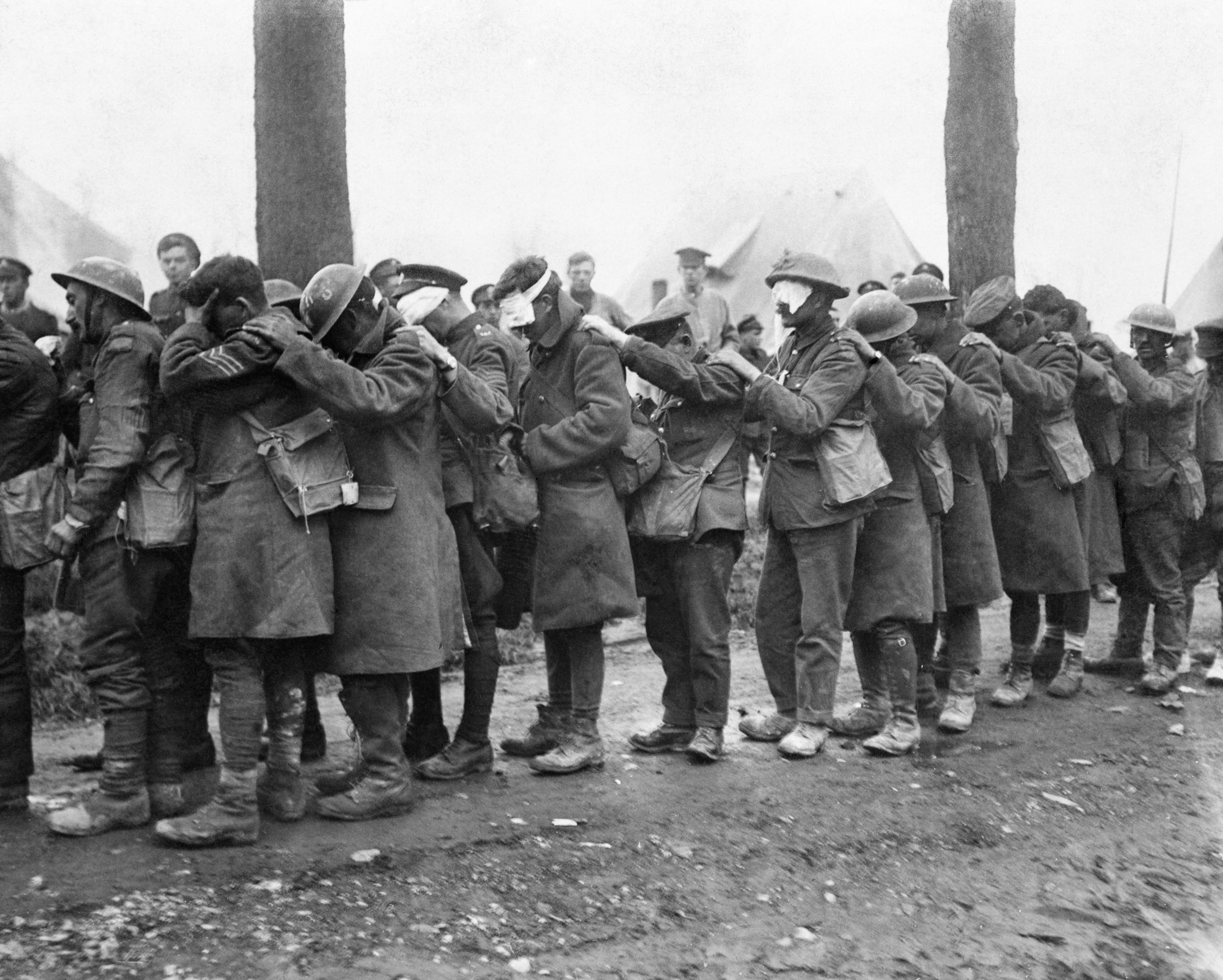
Quân đội Anh bị mù do khí độc trong Trận Estaires, 1918

Việc sử dụng hóa chất độc hại làm vũ khí có từ hàng ngàn năm trước, nhưng việc sử dụng vũ khí hóa học quy mô lớn đầu tiên là trong Thế chiến thứ nhất .   Chúng chủ yếu được sử dụng để làm mất tinh thần, gây thương tích và tiêu diệt những người bảo vệ cố thủ, chống lại những người có tính chất bừa bãi và nói chung rất chậm di chuyển hoặc tĩnh của đám mây khí sẽ có hiệu quả nhất. Các loại vũ khí được sử dụng có phạm vi từ vô hiệu hóa chất, như hơi cay, đến các tác nhân gây chết người như phosgene, clo và khí mù tạt . Chiến tranh hóa học này là một thành phần chính của cuộc chiến toàn cầu đầu tiên và cuộc chiến tổng lực đầu tiên của thế kỷ 20. Khả năng tiêu diệt khí gas bị hạn chế, với khoảng chín mươi nghìn người thiệt mạng trong tổng số 1,3 triệu người thương vong do các vụ tấn công bằng khí gas . Khí gas không giống như hầu hết các vũ khí khác trong thời kỳ này vì có thể phát triển các biện pháp đối phó, như mặt nạ phòng độc . Trong giai đoạn sau của chiến tranh, khi việc sử dụng khí đốt tăng lên, hiệu quả tổng thể của nó giảm dần. Việc sử dụng rộng rãi các tác nhân chiến tranh hóa học này và những tiến bộ trong thời chiến trong thành phần của thuốc nổ đã làm nảy sinh quan điểm đôi khi bày tỏ về Chiến tranh thế giới thứ nhất là "chiến tranh của các nhà hóa học" và cũng là thời đại mà vũ khí hủy diệt hàng loạt được tạo ra.  
Việc sử dụng khí độc của tất cả những kẻ hiếu chiến lớn trong Thế chiến I đã cấu thành tội ác chiến tranh vì việc sử dụng nó đã vi phạm Tuyên bố Hague năm 1899 liên quan đến Khí gây ngạt và Công ước Hague năm 1907 về chiến tranh trên bộ, trong đó cấm sử dụng "vũ khí hóa học hoặc vũ khí độc" trong chiến tranh.   Sợ hãi lan rộng và sự nổi dậy của công chúng khi biết về việc sử dụng khí gas và hậu quả của nó đã khiến các chiến binh sử dụng vũ khí hóa học ít hơn nhiều trong Thế chiến II .  